# StressFest
StressFest è il sesto album della Steve Morse Band, pubblicato nel 1996.

## Tracce
Musiche di Steve Morse, Dave LaRue, Van Romaine.
1. StressFest – 3:53
2. Rising Power – 3:49
3. Eyes of a Child – 5:04
4. Night Walk – 3:39
5. Brave New World – 4:07
6. 4 Minute To Live – 3:56
7. The Easy Way – 3:22
8. Glad To Be – 4:06
9. Delicate Balance – 4:01
10. Live To Read – 4:38

## Formazione
- Steve Morse – chitarra
- Dave LaRue – basso
- Van Romaine – batteria